# Himerius (St. Immer)
Himerius (* um 570 in Lugnez; † um 620 in Saint-Imier) war ein Eremit und wird als Heiliger verehrt.
Himerius stammte aus einem vornehmen Geschlecht. Historisch belegt sind ein Aufenthalt in der Stadt Lausanne, eine Pilgerfahrt nach Palästina sowie sein Leben als Einsiedler im Tal der Schüss bei Saint-Imier nach 610. Nach einer Legende hat Himerius das Land im Schüsstal vom Lausanner Bischof Marius († 594) geschenkt erhalten. Diese Tatsache bleibt aber aufgrund seines Lebenslaufs fraglich.
Auch zweifelhaft ist eine weitere Sage: die Befreiung der Gegend durch Himerius von einem teuflischen Greif, der bis in die heutige Basler Fasnacht Spuren hinterlassen hat. Reliquien von dem mythologischen Tier (u. a. eine gigantische Klaue) sollen in Saint-Imier bewahrt, leider während der Reformation zerstört worden sein.
Bei seinem Grab wurde im 9. Jahrhundert eine Kapelle erbaut. Im 12. Jahrhundert wurde ein Chorherrenstift gegründet. Vom heiligen Himerius leitet sich der Name der Gemeinde Saint-Imier ab.
Sein Gedenktag ist der 13. November.